# Nemoura magnicauda
Nemoura magnicauda är en bäcksländeart som beskrevs av Peter Zwick 1980. Nemoura magnicauda ingår i släktet Nemoura och familjen kryssbäcksländor. Inga underarter finns listade i Catalogue of Life.